# Modena
Modena (etruščansko Mutna, latinsko Mutina, modensko Mòdna) je mesto in občina na južni strani Padske nižine v pokrajini Modena v deželi Emilija - Romanja v severni Italiji.
Staro mestno jedro in sedež nadškofa sta znana po avtomobilski industriji. Tu so bile in so še tovarne znanih italijanskih izdelovalcev športnih avtomobilov Ferrari, De Tomaso, Lamborghini, Pagani in Maserati, vse razen Lamborghinija imajo sedež v mestu ali v bližini. Eden od Ferrarijevih avtomobilov, Ferrari 360 je dobil ime po mestu.
Univerza v Modeni je bila ustanovljena leta 1175, razširil jo je Frančišek II. d'Este leta 1686 in je priznana univerza za ekonomijo, medicino in pravo ter drugi najstarejši atenej (latinsko athenaeum, grško Ἀϑηναĩον: Atenin tempelj, v starem Rimu visoka šola za umetnost (poetiko), retoriko in filozofijo; v 16. stoletju vrsta latinske šole) v Italiji. Italijanski vojaški častniki se usposabljajo na vojaški akademiji v Modeni in so nastanjeni v baročni vojvodski palači. Knjižnica Biblioteca Estense hrani zgodovinske knjige in 3000 rokopisov. Stolnica v Modeni, stolp Ghirlandina in Veliki trg (Piazza Grande) so od leta 1997 na seznamu Unescove svetovne dediščine.
Modena je znana tudi v kulinaričnih krogih predvsem zaradi balzamičnega kisa.
Znani Modenci so Marija iz Modene, kraljica Anglije in Škotske; operni tenorist Luciano Pavarotti in sopranistka Mirella Freni, rojena v Modeni; Enzo Ferrari, ustanovitelj Ferrarijevega avtomobilskega podjetja; katoliški duhovnik Gabriele Amorth; kuhar Massimo Bottura; stripovski umetnik Franco Bonvicini; ansambel Modena City Ramblers in kantavtor Francesco Guccini, ki je tu živel več desetletij.

## Geografija
Modena leži v Padski nižini (Pianura Padani) in jo obkrožata reki Secchia in Panaro, pritoka reke Pad. V središču mesta je vodnjak Dveh rek, delo Giuseppeja Graziosija. Mesto je povezano s Panarom s kanalom Naviglio.
Apenini se začnejo približno 10 kilometrov južno od mesta.
Občina je razdeljena na štiri okrožja. To so:
- Centro storico (zgodovinski center, San Cataldo)
- Crocetta (San Lazzaro – vzhodna Modena, Crocetta)
- Buon Pastore (Buon Pastore, Sant'Agnese, San Damaso)
- San Faustino (S. Faustino-Saliceta San Giuliano, Madonnina-Quattro Ville)

Modena ima vlažno subtropsko podnebje s povprečno letno količino padavin 809 milimetrov. Poletja so topla, zime so hladne in vlažne z možnostjo snega. To podnebje opisuje Köppnova podnebna klasifikacija kot Cfa.

## Občinska uprava
Od leta 1945 do leta 1992 je imela Modena neprekinjeno komunistične župane. Od devetdesetih let je mesto vodila sredinskoleva koalicija. Na volitvah aprila 2006 je Demokratska stranka dobila približno 50 % glasov v mestu.
Zakonodajni organ občine (comune) je mestni svet (consiglio comunale), ki ga sestavlja 35 članov, izvoljenih vsakih pet let. Izvršni organ je mestni svet (giunta comunale), ki ga sestavljajo 9 svetnikov, namestnik župana in župan.

## Zgodovina

### Antično obdobje
Območje okoli Modene je naselila villanovanska kultura v železni dobi, pozneje pa ligurska plemena, Etruščani in galski Boji (naselje je bilo etruščansko). Čeprav je točen datum ustanovitve neznan, je znano, da je že obstajalo v 3. stoletju pred našim štetjem, saj so se med Hanibalovim vdorom v Italijo leta 218 pr. n. št. Boji uprli in oblegali mesto. Livij ga je opisal kot utrjeno citadelo, kjer so rimski sodniki našli zatočišče. Izid obleganja ni znan, vendar je mesto po Hanibalovem prihodu najverjetneje opustelo. Mesto je postalo rimska kolonija leta 183 pr. n. št. Konzul Mark Emilij Lepid ga je uporabil za vojaško oporišče, zaradi česar so ga Ligurci oplenili leta 177 pr. n. št. Mesto je bilo obnovljeno in zaradi svojega strateškega pomena je hitro postalo najpomembnejše središče v  Cisalpinski Galiji, tudi ker je bilo na pomembnem razpotju med Emilijsko cesto in cesto v Verono.
V 1. stoletju pr. n. št. je bila Modena dvakrat oblegana. Prvo obleganje leta 78 pr. n. št. je vodil Pompej Veliki, branil pa jo je Mark Junij Brut (priljubljeni voditelj, to ni bil Cezarjev sin, znan kot atentator). Mesto se je sčasoma vdalo zaradi lakote, Brut pa je pobegnil in bil ubit v kraju Regium Lepidi. V civilni vojni po Cezarjevem atentatu je bilo mesto ponovno oblegano, tokrat ga je oblegal Mark Antonij leta 44. pr. n. št., branil ga je Decim Junij Brut Albin. Oktavijan je rešil mesto s pomočjo senata.
Cicero ga je imenoval Mutina splendidissima ("najlepša Modena") v svojih Filipikah (44 pr. n. št.). Do 3. stoletja našega štetja je ohranila svoj položaj kot najpomembnejše mesto v novoimenovani pokrajini Emiliji. S padcem cesarstva se je v Modeni poslabšal položaj, saj je postala vojaško oporišče proti barbarskim in civilnim vojnam. Pravijo, da Atila ni nikoli opustošil Modene, ker jo je skrila gosta megla (čudež, ki ga je zagotovil sveti Geminijan, škof in zavetnik Modene), vendar jo je morda uničila poplava v 7. stoletju in je bila zapuščena.
Decembra 2008 so italijanski raziskovalci odkrili središče lončarstva, v katerem so izdelovali oljne svetilke, ki so osvetljevale staro rimsko cesarstvo. Dokaze o lončarskih delavnicah so našli v Modeni, srednji in severni Italiji, med gradbenimi deli pri gradnji stanovanjske soseske blizu starodavnega obzidja. "Našli smo veliko antično rimsko odlagališče, ki je bilo napolnjeno z lončarskimi ostanki. Tam so bile vaze, steklenice, opeka, predvsem pa na stotine oljnih lučk z napisi izdelovalcev," je povedal arheolog Donato Labate.

### Srednji vek
Izgnanci so ustanovili novo mesto nekaj kilometrov proti severozahodu, ki ga še vedno predstavlja vasica Cittanova (dobesedno "novo mesto"). Konec 9. stoletja je Modeno obnovil in ponovno utrdil škof Ludovik. V tem času je bila sestavljena pesem Modenskih stražarjev (Canto delle scolte modenesi). Kasneje je bilo mesto v posesti grofice Matilde Toskanske, ki je postala svobodna občina že v 12. stoletju. V vojnah med cesarjem Friderikom II. in papežem Gregorjem IX. je Modena pripadla cesarju.
Rodbina Este je leta 1288 postala gospodarica Modene (Obizzo d'Este). Po smrti Obizzovega naslednika (Azzo VIII., leta 1308) je postala občina, toda do leta 1336 je bila rodbina Este trajno na oblasti. Pod Borsom d'Estejem je Modena postala vojvodina.

### Sodobna zgodovina
Modeno je razširil in utrjeval Ercole II. in je postala glavno prebivališče rodbine Este, ko je Ferrara, glavni sedež, leta 1598 pripadla papežu. Francesco I. d'Este, vojvoda Modene (1629–1658) je zgradil citadelo in začel graditi palačo, ki jo je v glavnem okrasil Francesco II. V 18. stoletju je bil Rinaldo d'Este ob francoskih vdorih dvakrat izgnan iz mesta. Francesco III. je zgradil številne javne zgradbe. Ercole III. je umrl v izgnanstvu v Trevisu, ko je zavrnil napoleonsko odškodnino, ko je Modena postala del Napoleonove  Cispadanske republike. Njegova edina hči Maria Beatrice d'Este se je poročila s Ferdinandom I., avstrijskim nadvojvodo, sinom cesarice Marije Terezije; leta 1814 je njihov najstarejši sin Frančišek IV. dobil nazaj posesti družine Este. Leta 1816 je hitro podrl utrdbe, ki bi jih lahko uporabili proti njemu in začela se je sodobna zgodovina pod avstrijsko vlado, a je kljub pravičnosti, ustavnosti in poštenosti leta 1830 izbruhnil upor, tokrat k sreči neuspešno.
Njegov sin Frančišek V. je bil tudi dober vladar in je nagradil žrtve vojne in kolere. Toda tudi on se je moral spopasti z revolucijami, ki jih je navdihnila tujina in bil leta 1848 začasno izgnan iz Modene. Avstrijske enote so se vrnile. Deset let kasneje, 20. avgusta 1859, so revolucionarji ponovno vdrli (tokrat Piemontčani) ter Modeno priključili revolucionarnemu savojskemu narodu Italije kot teritorialni del Kraljevine Italije.

## Znamenitosti

### Vojvodska palača
Vojvodska palača, ki jo je začel graditi Francesco I. d'Este leta 1634 in končal Francis V., je bila sedež družine Este od 17. do 19. stoletja. Palača stoji tam, kjer je bil včasih grad na obrobju mesta. Čeprav je na splošno pripisana Bartolomeu Avanziniju, menijo, da so nasvete in smernice pri oblikovanju iskali pri velikanih Cortoni, Berniniju in Borrominiju.
V palači so zdaj Vojaška akademija (Accademia Militare di Modena), vojaški muzej in dragocena knjižnica.
Palača ima baročno fasado, do katere se pride čez častno dvorišče, kjer so pogosto vojaške slovesnosti, in po častnem stopnišču. Osrednja dvorana ima stropno fresko iz 17. stoletja Kronanje Bradamanteja, delo Marca Antonio Franceschinija. Salottino d'Oro (Zlata dvorana) je prekrita z nagubanimi odstranljivimi pozlačenimi ploščami, v njej je bil glavni kabinet vojvode Francisa III.

### Mestna hiša
Mestna hiša stoji ob Velikem trgu (je na seznamu Unescove svetovne dediščine). V 17. in 18. stoletju jo je sestavljalo več stavb, zgrajenih leta 1046 kot občinske pisarne.
Zanjo je značilna stolpna ura (Torre dell'Orologio, konec 15. stoletja), stolp je bil par drugemu stolpu (Torre Civica), a po potresu leta 1671 je bil porušen . V notranjosti je Sala del Fuoco (Požarna dvorana) z naslikanim frizom Niccola dell'Abbateja (1546), ki prikazuje znane junake iz starodavnega Rima z značilnim emilijskim ozadjem. V Sobi zaprisege (Camerino dei Confirmati) je eden od simbolov mesta, secchia rapita, hrastov čeber kot trofeja v spomin na zmago v bitki pri Zappolinu (1325) proti Bologni. Ta relikvija je navdihnila pesem z istim naslovom Alessandra Tassonija. Druga relikvija iz srednjega veka v Modeni je preda ringadora, pravokotni kamen iz marmorja ob verandi palače, ki se uporablja kot zvočna ploščad, in kip La Bonissima (Najboljša), ki prikazuje žensko figuro, postavljeno na trgu leta 1268, a je bila kasneje prenesena na verando.

### Stolnica in Ghirlandina
Stolnica v Modeni (italijansko Duomo di Modena) in zvonik (kampanile) sta tudi na seznamu Unescove svetovne dediščine. Graditi so jo začeli pod vodstvom grofice Matilde Toskanske s temeljnim kamnom, položenim 6. junija 1099, in kripto, ki je bila pripravljena za zaščitnika mesta, škofa, svetega Geminijana, posvečena je bila le šest let kasneje. Končana je bila leta 1184. Velika stolnica v tem poplavno opustošenem nekdanjem središču arijanstva je bila posledica obnavljanja mesta in pobožnosti, ki je spodbudila prvo križarsko vojno. Graditelj Lanfranco je bil takrat zelo slaven, mestni kronist je izrazil splošno zaupanje v mojstra iz Coma, Lanfranca: po božji milosti se je našel človek (inventus est vir). Kipar Wiligelmus, ki je vodil kamnoseška dela, je bil pohvaljen s plaketo, ki je spominjala na ustanovitev. Skulpture niso izgubljene v podrobnostih: biblijske figure portala, ki vodi v krščanski svet v notranjosti, umirjajo divje nevarno vesolje zunanjosti. V Wiligelmusovi skulpturi človeško telo prevzame obnovljeno telesnost, ki jo je izgubilo v shematskih simboličnih slikah prejšnjih stoletij. Na vzhodnem koncu tri apside delijo telo stolnice v glavno ladjo in široki stranski ladji s svojimi drznimi, trdnimi masami. Stolnico so posnemali pri gradnji stolnic in samostanskih zgradb po vsej Padski nižini.
Gotski zvonik (1224–1319) se imenuje Ghirlandina zaradi marmornih girland (ograj), ki obkrožajo vrh.

### Druge cerkve
Cerkve:
- svetega Vincencija (San Vincenzo): postavljena v 17. stoletju nad cerkvijo iz 13. stoletja. Zasnoval jo je Paolo Reggiano, dopolnil pa Bernardo Castagnini, ki mu je verjetno pomagal mladi Guarino Guarini. V notranjosti so freske Sigismonda Caula, ki prikazujejo dogodke iz življenja svetnikov Vincencija in Kajetana. Kupola je bila uničena med drugo svetovno vojno. Ta cerkev hrani pogrebne spomenike vojvod družine Este;
- svete Marije iz Pompose (Santa Maria della Pomposa): znana tudi kot Aedes Muratoriana, je verjetno najstarejša cerkev v mestu, katere gradnja se je začela že leta 1135. Malo je ostankov prvotnega srednjeveškega templja. Gradnja sedanje cerkve je predvsem zasluga Ludovica Antonia Muratorija, župnika (1716–1750), ki jo je obnovil od temeljev;
- svetega Janeza Krstnika (San Giovanni Decollato) je bila zgrajena v 16. stoletju nad že obstoječim templjem, ki je bil posvečen svetemu Mihaelu, in spremenjena v 18. stoletju;
- svetega Avguština (Sant'Agostino) iz 14. stoletja, večinoma obnovljena leta 1663 ob pogrebu Alfonsa IV. d'Esteja. Puščobna izvirna zgradba je bila okrašena s štukom v 17. stoletju in panelnim stropom. Najopaznejše umetniško delo je Snemanje s križa (1476) modenskega umetnika Antonia Begarellija, ki je bilo prej v cerkvi svetega Janeza Krstnika. Še vedno je mogoče videti sledove freske iz 14. stoletja Tommasa iz Modene;
- svetega Frančiška (San Francesco): gradnjo so leta 1224 začeli frančiškani in so jo gradili dve stoletji. V gotski cerkvi je ena izmed Begarellijevih mojstrovin, Snemanje Kristusa s križa, ki jo sestavlja 13 kipov;
- svetega Petra (San Pietro) je bila po tradiciji postavljena nad Jupitrovim templjem. Današnja renesančna stavba je iz leta 1476, zgrajena ob benediktinski opatiji, ki je bila ustanovljena leta 996 zunaj mestnega obzidja; cerkev je ena redkih stavb iz 15. stoletja v tem slogu v Modeni. V cerkvi so orgle iz 15. stoletja in številna Begarellova terakotna dela. Zvonik je bil zgrajen leta 1629;
- svetega Jurija (San Giorgio), znana tudi kot svetišče Blažene device, ki pomaga modenskemu ljudstvu. Cerkev se ponaša s častno podobo Marije v glavnem oltarju. Glavni oltar (1666) je Antonio Loraghi zgradil iz barvnega marmorja. Tloris je grški križ in je bila postavljena leta 1647;
- svetega Bartolomeja (San Bartolomeo);
- votivna cerkev (Chiesa del Voto) je bila postavljena po prenehanju kuge leta 1630.

### Sinagoga
- Sinagogo poleg Mestne hiše je zgradila judovska skupnost Modene v lombardskem slogu, ustanovljena je bila leta 1873.

### Druge znamenitosti
- Mercato Albinelli, zgodovinski pokriti trg iz leta 1931,
- Orto Botanico dell'Università di Modena e Reggio Emilia, botanični vrt,
- pokopališče San Cataldo, ki ga je oblikoval avantgardistični italijanski arhitekt Aldo Rossi (1971–1997)

## Kultura

### Muzeji

#### Muzejska palača
Muzejska palača na trgu svetega Avguština je iz obdobja rodbine Este in je bila zgrajena kot dom za revne skupaj z bližnjo bolnišnico v poznem 18. stoletju. Danes so v njem glavni muzeji:
- Galerija Estense z deli Tintoretta, Paola Veroneseja, Guida Renija, Correggia, Cosima Ture in bratov Annibala in Agostina Carraccija. Najbolj znana dela sta oba portreta Frančiška I. d'Este, skulptura Giana Lorenza Berninija in platno Diega Velázqueza;
- knjižnica Estense, ena najpomembnejših knjižnic v Italiji;
- Muzej srednjeveške in moderne umetnosti;
- Mestni muzej o osvoboditvi in združitvi Italije (risorgimento);
- Muzej nagrobnih kamnov družine Este;
- Rimski lapidarij;
- Graziosijeva galerija, razstava mavčnih plošč;
- Mestni arheološki in etnološki muzej.

Galerijo in knjižnico so ponovno odprli 29. maja 2015 po potresu leta 2012. Galerija je bila popolnoma obnovljena, nekateri deli so še vedno poškodovani in jih zato ni mogoče videti.

#### Muzej v stolnici
Muzej v stolnici je bil odprt leta 2000 ob velikem jubileju. Tu je bogata zbirka umetniške dediščine, zlasti liturgični okraski in pohištvo. Poleg najdb iz časa Wiligelmusa in Lanfranca, kot so rimske metope in strešne dekoracije, so v lapidariju tudi reliefi, skulpture in napisi iz rimske, srednjeveške in renesančne dobe, ki so jih našli v prostorih med restavratorskimi deli med 19. in 20. stoletjem.

#### Muzej Enza Ferrarija
Muzejski kompleks, odprt 10. marca 2012, vključuje rojstni kraj Enza Ferrarija in futuristično galerijo avtomobilskih oblik, rumene barve, ki jo je Enzo Ferrari izbral kot ozadje divjega konja na njegovem logotipu. Razstavno galerijo je zasnoval znameniti arhitekt Jan Kaplický, ki je nenadoma umrl leta 2009 in jo je vodila njegova sodelavka in zvesta pomočnica Andrea Morgante.
V notranjosti je multimedijski prikaz fotografij, neobjavljenih filmov in dragocenih spominov na življenje Enza Ferrarija kot človeka, voznika in izdelovalca avtomobilov v 20. stoletju.
V razstavni galeriji je predstavitev zgodbe, likov, krajev in avtomobilskih dirk prebivalcev Modene.

#### Muzej poslikanih kartic
Muzej je ustanovil leta 1986 Giuseppe Panini in svojo zbirko daroval mestu. Muzej je bil odprt za javnost 15. decembra 2006. Je v palači svete Margerite, v kateri sta tudi knjižnica Delfini in Mestna galerija.
V muzeju je več zbirk, poleg klasičnih nalepk, cigaretnih kartic, pisemskih pečatov, škatlic in koledarjev, ki so zelo pomemben zgodovinski dokument o razvoju poslikanih kartic.

### Mestno gledališče
Mestno gledališče (Teatro Comunale) Modena (ki je bilo oktobra 2007 preimenovano v Teatro Comunale Luciano Pavarotti) je operna hiša. Ideja za ustvarjanje sedanjega gledališča je iz leta 1838, ko je postalo očitno, da takratno gledališče (Teatro Comunale di via Emilia) v zasebni in javni lasti ni več primerno za uprizarjanje oper. Ta hiša je do tedaj predstavila vsa dela Donizetija, Bellinija in Rossinija, saj je v Modeni cvetela operna kultura.
Pod županom Modene in v sodelovanju s Conservatorio dell'Illustrissima Comunità (Konzervatorij najbolj slavne skupnosti) je arhitekt Francesco Vandelli sodeloval pri oblikovanju gledališča Teatro dell'Illustrissima Comunità, kot se je najprej imenovalo "za dostojanstvo mesta in prenos scenskih umetnosti".  Ko je bila značilna prodaja lož, je poleg pomembnega darila vojvode Friderika IV. Vandelli zasnoval novo gledališče, ki je združilo ideje tistih v Piacenzi, Mantovi in Milanu. Odprli so ga 2. oktobra 1841 z uprizoritvijo Gandinijeve opere Adelaide di Borgogna al Castello di Canossa, posebej naročene za to priložnost.

### Kuhinja
Modena ima bogato in raznovrstno kulinariko, pogosti so tudi meso, šunka in salame. Najbolj znani modenski jedi sta zampone (polnjena svinjska noga, mastna in obilnejša različica) in cotechino modena (klobasa iz svinjskih kož je pusta in manj mastna kot zampone). Cotechino sega v leto 1511 v Mirandolo, kjer so ljudje med obleganjem morali najti način za ohranitev mesa in so uporabljali manj razrezane kose. Do 18. stoletja je postala bolj priljubljena kot rumenkasta klobasa, ki so jo takrat in v 19. stoletju množično izdelovali na tem območju in okoli njega.
Prispevek Modene k italijanski kulturi so tortelini, narejeni iz rezančnega testa obročaste oblike, polnjeni z mesom ali sirom.
Priljubljena je tudi cappello da prete, zelo mastna svinjska krača. Druge jedi so torta Barozzi ali torta nera (sladica s kavo/kakavom in mandljevim polnjenjem v finem pecivu), ciccioli, počasi kuhani, stisnjeni, sušeni in starani mastni preostali kosi svinjine, in modenski pesto, ki je nasoljena svinjska slanina s česnom, rožmarinom in parmezanom in se uporablja za polnjenje pogače.
Balzamični kis iz Modene ima od leta 2000 zaščiteno geografsko oznako v skladu z zakonodajo EU.  Kis je začimba za solato, sir, jagode in številne druge jedi. Mošt so iz grozdja delali že stari Rimljani: uporabljali so ga kot zdravilo in v kuhinji kot sladilo in začimbo.
Modena ima najbolj priznane restavracije v Italiji. Osteria Francescana ima tri zvezdice v Michelinovem vodniku iz leta 2013 in se od tedaj redno uvršča med prve tri na seznamu 50 najboljših restavracij na svetu.

## Gospodarstvo
Skupina Panini z družbo Panini Comics ima sedež v Modeni.

### Legendarni avtomobili
Modena je skupaj s Torinom eno glavnih italijanskih središč avtomobilske industrije in ima dolgo avtomobilsko tradicijo. Ferrari supercar je v Modeni ustanovil modni proizvajalec avtomobilov Enzo Ferrari. Na mestnem območju ima sedež več italijanskih proizvajalcev superavtomobilov, kot so Pagani, De Tomaso in Maserati.

## Mednarodne povezave
Modena je pobratena z mesti:
- Alma-Ati, Kazahstan
- Benxi, Kitajska
- Highland Park, Illinois, ZDA[5]
- Linz, Avstrija
- Londrina, Brazilija
- Novi Sad, Srbija
- Saint Paul, Minnesota, ZDA

### Konzulat
- Latvija